# 孫諤 (清朝)
孫諤（?—?），山东衮州人，清朝政治人物。贡生出身。
乾隆16年（1751年），擔任清朝遵义府婺川縣知縣。后由方岩接任。

## 延伸阅读
[在维基数据编辑]